# Gnima Faye
Gnima Faye (* 17. November 1984 in Dakar) ist eine ehemalige senegalesische Leichtathletin, die sich auf den Hürdenlauf spezialisiert hat. Über 100 m Hürden wurde sie 2012 Afrikameisterin.

## Sportliche Laufbahn
Erste internationale Erfahrungen sammelte Gnima Faye vermutlich im Jahr 2001, als sie bei den Jugendweltmeisterschaften in Debrecen mit 26,83 s in der ersten Runde im 200-Meter-Lauf ausschied und mit der senegalesischen Sprintstaffel (1000 Meter) mit 2:25,40 min den Finaleinzug verpasste. Im Jahr darauf schied sie bei den Juniorenweltmeisterschaften in Kingston mit 15,07 s im Vorlauf über 100 m Hürden aus und verpasste mit der 4-mal-100-Meter-Staffel mit 47,55 s den Finaleinzug. Mit der 4-mal-400-Meter-Staffel erreichte sie zwar das Finale, die senegalesische Mannschaft ging dort aber nicht mehr an den Start. Anschließend belegte sie bei den Afrikameisterschaften in Radès in 14,08 s den fünften Platz im 100-Meter-Hürdenlauf und wurde mit der 4-mal-100-Meter-Staffel disqualifiziert. 2003 siegte sie mit neuem Meisterschaftsrekord von 13,59 s über 100 m Hürden bei den Juniorenafrikameisterschaften in Garoua und sicherte sich in 62,32 s die Silbermedaille im 400-Meter-Hürdenlauf. Zudem gewann sie mit der 4-mal-100-Meter-Staffel in 46,84 s die Bronzemedaille. Daraufhin nahm sie an den Afrikaspielen in Abuja teil und gelangte dort mit 14,80 s auf Rang sieben über 100 m Hürden. Im Jahr darauf wurde sie bei den Afrikameisterschaften in Brazzaville im Hürdensprint disqualifiziert und 2006 gewann sie bei den Afrikameisterschaften in Bambous in 13,95 s die Bronzemedaille hinter der Nigerianerin Olutoyin Augustus und Carole Kaboud Mebam aus Kamerun. Zudem belegte sie dort mit der 4-mal-100-Meter-Staffel in 47,22 s den vierten Platz. Im Jahr darauf belegte sie bei den Afrikaspielen in Algier in 13,85 s den fünften Platz und wurde mit der Staffel in 45,26 s Vierte. 2009 gewann sie bei den Spielen der Frankophonie in Beirut in 13,35 s die Silbermedaille hinter der Belgierin Elisabeth Davin.
2010 gewann sie bei den Afrikameisterschaften in Nairobi in 13,67 s die Silbermedaille über 100 m Hürden hinter der Nigerianerin Seun Adigun. Anschließend gelangte sie beim Leichtathletik-Continentalcup in Split mit 13,58 s auf Rang sieben. Im Jahr darauf nahm sie erneut an den Afrikaspielen in Maputo teil und klassierte sich dort mit 14,10 s auf dem siebten Platz über 100 m Hürden. 2012 siegte sie in 13,36 s bei den Afrikameisterschaften in Porto-Novo und im Jahr darauf schied sie bei den Weltmeisterschaften in Moskau mit 13,66 s in der ersten Runde aus. Anschließend gewann sie bei den Spielen der Frankophonie in Nizza in 13,47 s die Silbermedaille hinter der Belgierin Anne Zagré. 2014 schied sie bei den Hallenweltmeisterschaften in Sopot mit 8,15 s in der Vorrunde über 60 m Hürden aus und im August belegte sie bei den Afrikameisterschaften in Marrakesch in 13,49 s den fünften Platz. 2015 nahm sie zum vierten Mal an den Afrikaspielen in Brazzaville teil und gewann dort in 13,28 s die Silbermedaille hinter der Nigerianerin Tobi Amusan. Im Jahr darauf gelangte sie bei den Afrikameisterschaften in Durban mit 13,63 s auf Rang fünf und 2018 kam sie bei den Afrikameisterschaften in Asaba im Vorlauf nicht ins Ziel und beendete daraufhin ihre aktive sportliche Karriere im Alter von 33 Jahren.
In den Jahren 2003, 2006 und 2009 wurde Faye senegalesische Meisterin im 100-Meter-Hürdenlauf.

## Persönliche Bestleistungen
- 100 m Hürden: 13,10 s (+0,7 m/s), 13. Juli 2013 in Paris
  - 60 m Hürden (Halle): 8,15 s, 7. März 2014 in Sopot (senegalesischer Rekord)